# エリマ
エリマ (erima) は、ドイツのスポーツ用品メーカー（ユニフォームなど）である。
販売拠点は主にヨーロッパ圏内のみで、アメリカ・アジアなどには進出していない。

## 沿革
- 1900年　創始者のRemigius Wehrsteinがロイトリンゲンに、体操・陸上・フェンシング用のニットのスポーツアパレル工場を設立。
- 1936年　R. Wehrstein & Co.,に社名変更。Erich Makが、新しい所有者になる。その後、彼の名前の頭文字を取って現在の社名「Erima」になったといわれる。
- 1960年 - 1972年までの夏季オリンピック4大会において、ドイツ選手の公式サプライヤーを務める。[1]

## スポンサー契約している主なチーム・団体
- 1.FCケルン[2]
- バレーボールドイツ男子代表・バレーボールドイツ女子代表[3]